# 悪魔の呪文 (曲)
「悪魔の呪文（あくまのじゅもん）」（Hocus Pocus）は、オランダのロック・バンドであるフォーカスが1971年に発表した楽曲。メンバーのヤン・アッカーマン（ギター）とタイス・ファン・レール（キーボード、フルート、ボーカル）の共作である。

## 内容
「悪魔の呪文」は、ファン・レール、アッカーマン、ピエール・ファン・デル・リンデン（ドラムス）、シリル・ハフェルマンス（ベース・ギター）が、マイク・ヴァーノンをプロデューサーに迎えて制作して1971年10月に発表した2作目のアルバム『ムーヴィング・ウェイヴス』に収録された。この曲はロンド形式を踏まえており、アッカーマンが演奏するパワフルなロック的コードのリフと、ファン・レールによるヨーデル、オルガン、アコーディオン、スキャット、フルートによるリフ、口笛など様々なソロの「ヴァース (verses)」が、ファン・デル・リンデンによる短いドラム・ソロを挟んで交互に登場する構成が、6分42秒に渡って繰り返される。
1972年、彼等は新ベーシストのベルト・ライテルを迎え、ヴァーノンと共に「悪魔の呪文」の再録音版'Hocus Pocus II'を制作した。この版は3分25秒で、「悪魔の呪文」に比べると演奏のテンポが上げられているのに加えて、冒頭部分が異なっている。

## 反響・評価
「悪魔の呪文」は1971年、ラジオで放送されやすいように3分18秒に編集され、B面に「ジャニス」（Janis）を収めて、インペリアル、ポリドール、ブルー・ホライズンといったレーベルからヨーロッパで発売された。イギリスでは1973年までチャート入りすることはなかったが、1973年の春から夏にかけて最高20位まで上昇した。一方、'Hocus Pocus II'のシングルは、B面に「ハウス・オブ・ザ・キング」を収めて、1972年にヨーロッパで発売された。
「悪魔の呪文」は、アメリカ合衆国とカナダでは、B面に'Hocus Pocus II'を収めて、サイアー・レコードから1973年に発売され、カナダでは最高18位、合衆国では最高9位に達した。
1984年、ヴァンダルズがカバーし、デビュー・アルバム『When in Rome Do as The Vandals』に収録した。
2010年6月6日、全英シングルチャートに再登場して57位となった。これは、同曲が2010 FIFAワールドカップ期間中に流れた「ナイキ」のテレビ広告に使われ、それを聴いて気に入ったクリス・モイルズが、イギリスのラジオ番組『The Chris Moyles Show』で同曲を頻繁に流したためであった。
日本では、2012年に『ピカルの定理』内のコント「綾部天狗〜まいったなぁぁ〜」でテーマ曲として使用された。
2014年公開のリメイク映画「ロボコップ」および 2017年公開の映画「ベイビー・ドライバー」の戦闘シーンにおいて使用された。

## ライブ版
フォーカスは、コンサートで「悪魔の呪文」をさらにずっと速いテンポで演奏することが多く、加えてアッカーマンのギター・ソロもファン・レールの諸々のソロも、より多彩かつ迫力あるものになった。それは1973年に発表されたライブ・アルバム『フォーカス・アット・ザ・レインボー』の収録版で顕著である。またファン・レールが曲に合わせてメンバー紹介を行なった。
『フォーカス・アット・ザ・レインボー』に収録された「悪魔の呪文（くり返し）」の冒頭部分は'Hocus Pocus II'のものである。